# Магура (Бихор)
Магура (рум. Măgura) насеље је у Румунији у округу Бихор у општини Пиетроаса. Oпштина се налази на надморској висини од 435 m.

## Становништво
Према подацима из 2002. године у насељу је живело 338 становника, од којих су сви румунске националности.